# Georg Hubmann
Georg Hubmann (* 5. September 1881 in Untervellach; † 18. Dezember 1964 in St. Veit an der Glan) war ein österreichischer Politiker der Sozialdemokratischen Arbeiterpartei (SdP).

## Ausbildung und Beruf
Nach dem Besuch der Volksschule wurde er Beamter der Österreichischen Bundesbahnen und arbeitete als Bahnschaffner.

## Politische Funktionen
- Abgeordneter zum Kärntner Landtag
- Obmann des sozialdemokratischen Bezirksvereins St. Veit an der Glan

## Politische Mandate
- 11. November 1918 bis Anfang 1919: Mitglied der Provisorischen Kärntner Landesversammlung, SdP
- 4. März 1919 bis 9. November 1920: Mitglied der Konstituierenden Nationalversammlung, SdP
- 10. November 1920 bis 7. Juli 1921: Mitglied des Nationalrates (I. Gesetzgebungsperiode), SdP
- 14. September 1921 bis 20. November 1923: Mitglied des Nationalrates (I. Gesetzgebungsperiode), SdP
- 22. Januar 1931 bis 17. Februar 1934: Mitglied des Bundesrates (IV. Gesetzgebungsperiode), SdP